# Guarianthe aurantiaca
Guarianthe aurantiaca là một loài thuộc họ Lan. Khu vực phân bố của loài đa số ở Mexico, phía nam Costa Rica.

## Hình ảnh

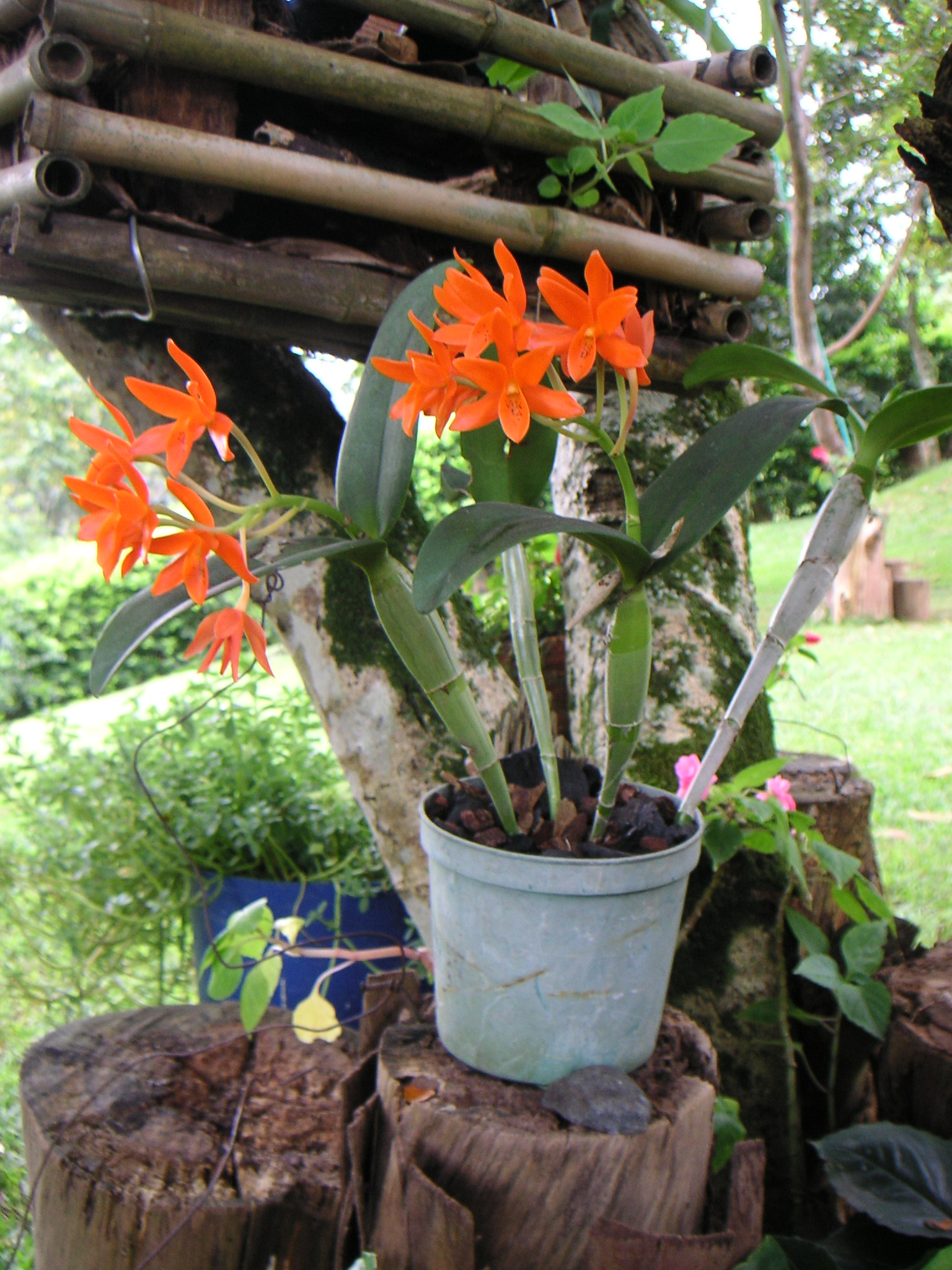
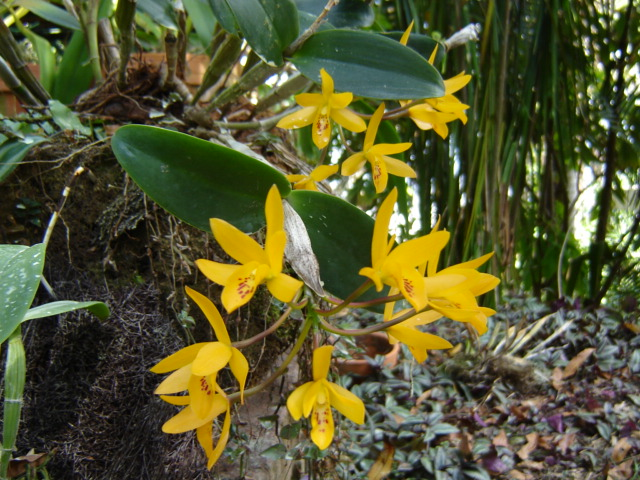
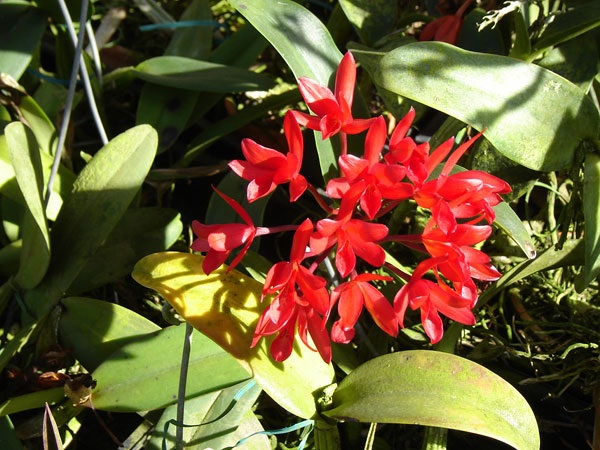